# تلخاب (بخش مرکزی بدره)
تلخاب بالا، روستایی در دهستان علیشروان بخش مرکزی شهرستان بدره در استان ایلام ایران است.

## جمعیت
بر پایه سرشماری عمومی نفوس و مسکن در سال ۱۳۹۵، جمعیت این روستا برابر با ۸۶ نفر (۲۱ خانوار) بوده‌است.